# Мілдам
Мілдам (нід. Mildam) — село в нідерландській провінції Фрисландія. Входить до муніципалітету Геренвен.
Його площа становить 2,32км², а населення станом на 2021 рік складало 675 осіб.
Перша згадка про населений пункт датується 1523 роком.

## Галерея

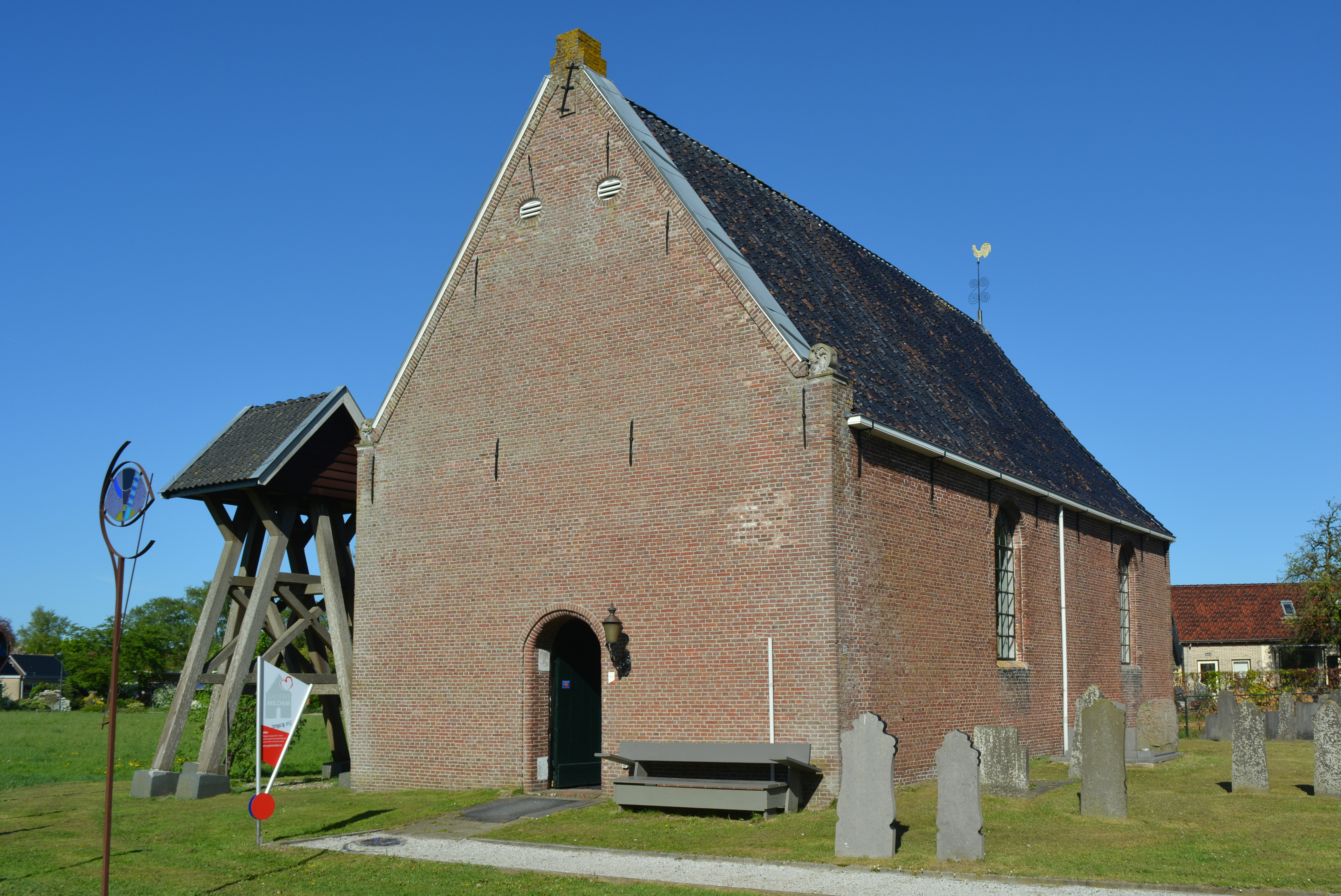
Церква і дзвіниця
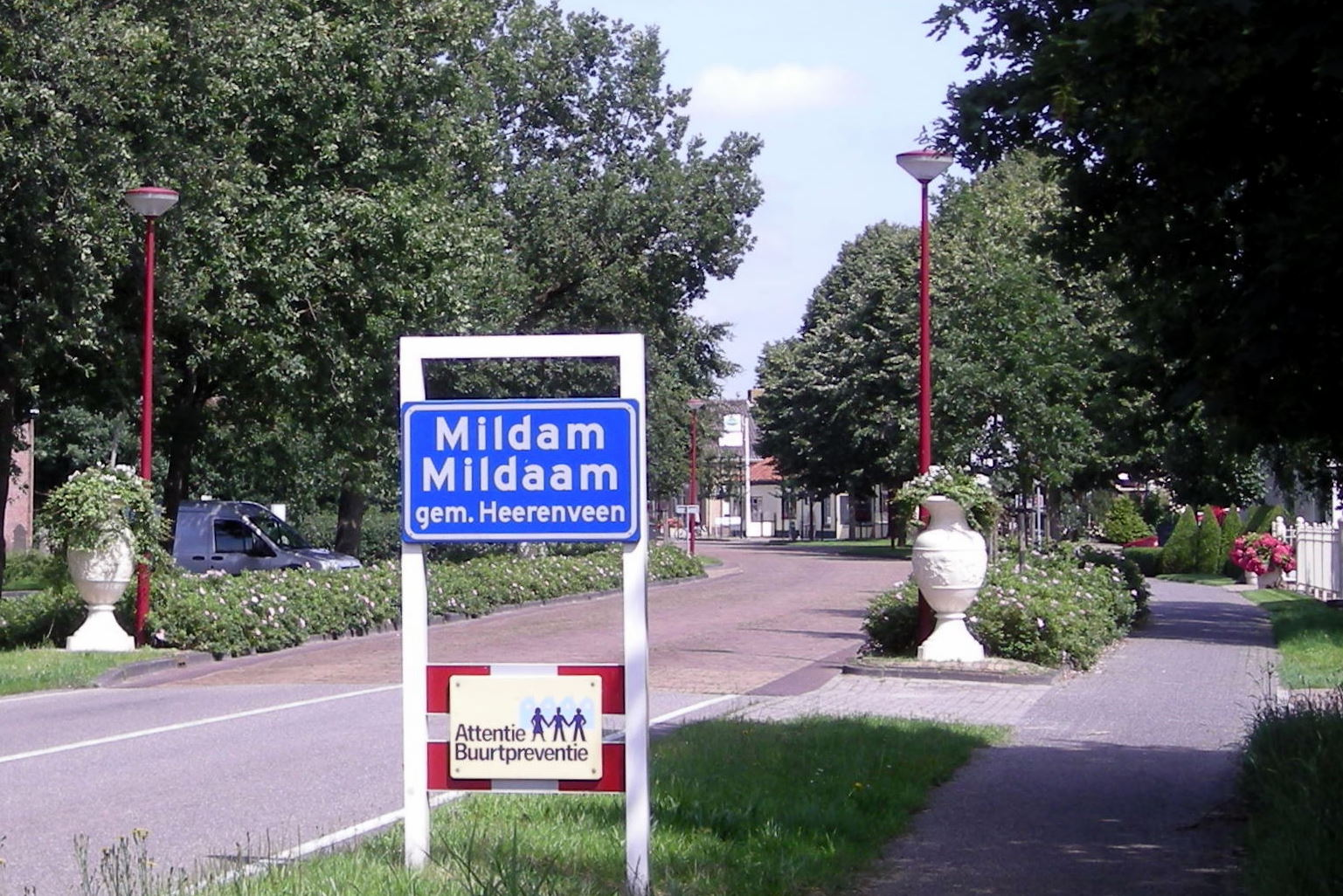
В'їзд до Мілдама
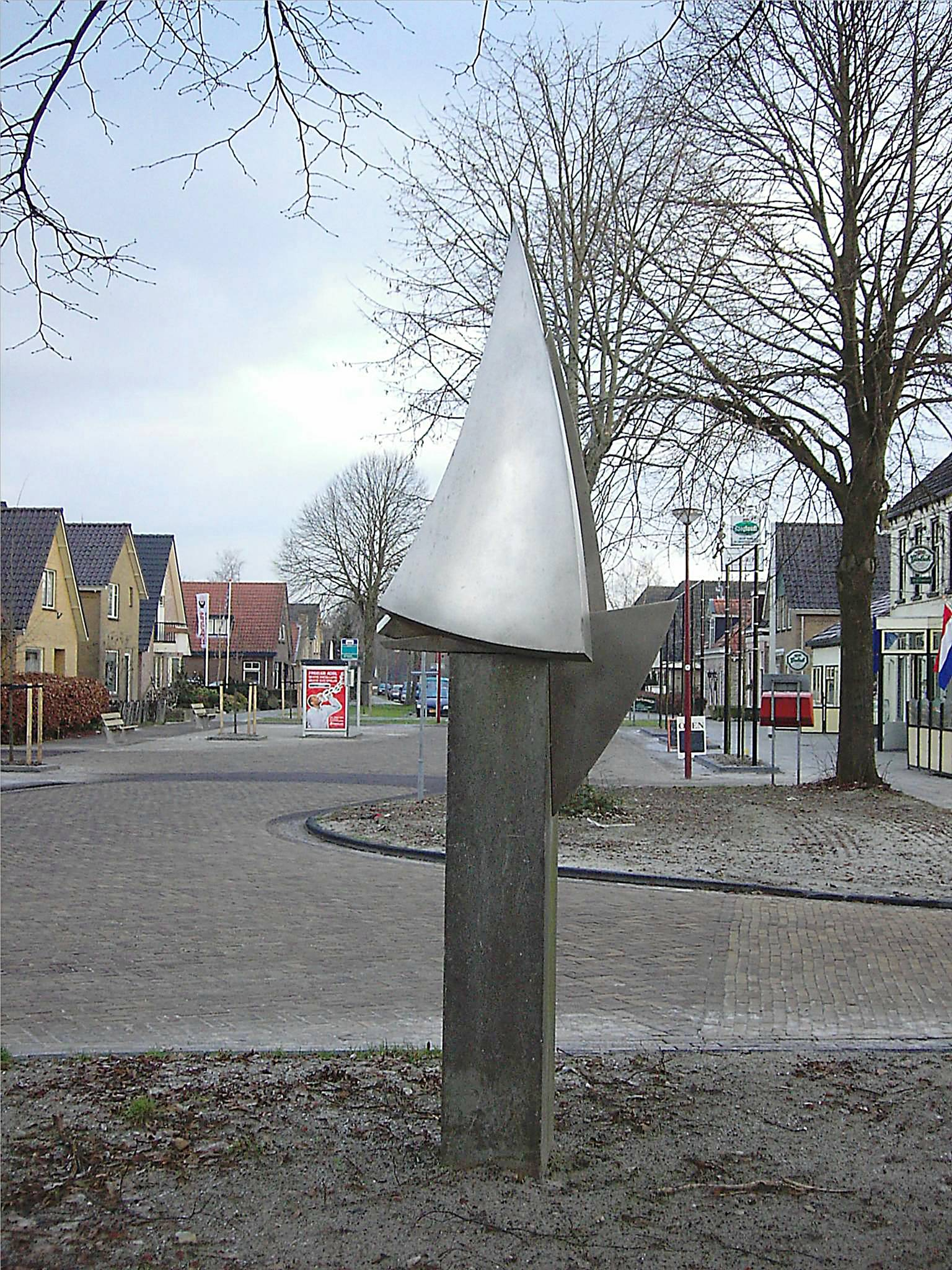
Статуя човна
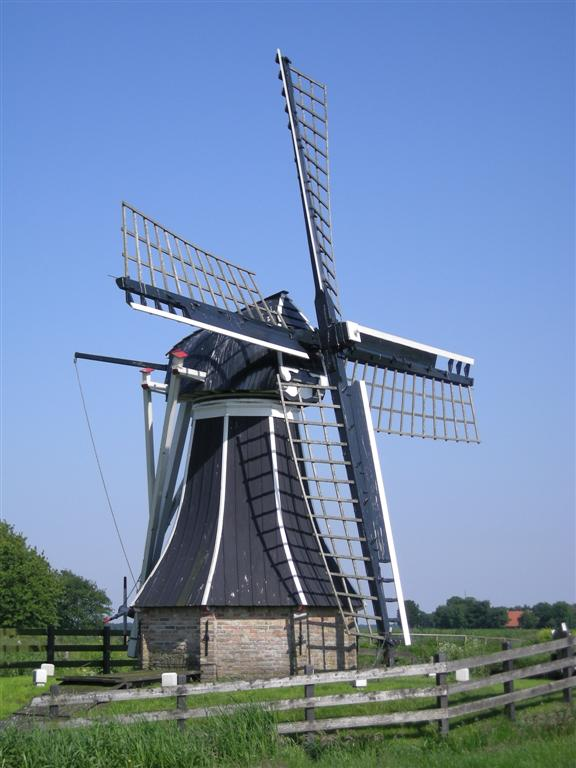
Вітряк De Tjongermolen